# The Bridges at Toko-Ri
The Bridges at Toko-Ri is een Amerikaanse oorlogsfilm uit 1954 onder regie van Mark Robson. Het scenario is gebaseerd op de gelijknamige roman uit 1953 van de Amerikaanse auteur James A. Michener. Destijds werd de film in Nederland uitgebracht onder de titel De bruggen bij Toko-Ri.

## Verhaal
De advocaat Harry Brubaker diende als legerpiloot tijdens de Tweede Wereldoorlog. Bij de aanvang van de oorlog in Korea wordt hij opnieuw als luitenant-vlieger opgeroepen op het vliegdekschip van admiraal Tarrant. Brubaker heeft aanvankelijk geen zin om weer in het leger te gaan, maar hij legt er zich uiteindelijk toch bij neer. Hij krijgt de opdracht om vijf strategische bruggen op te blazen in Korea.

## Rolverdeling
| Acteur          | Personage      |
| --------------- | -------------- |
| William Holden  | Harry Brubaker |
| Grace Kelly     | Nancy Brubaker |
| Fredric March   | George Tarrant |
| Mickey Rooney   | Mike Forney    |
| Robert Strauss  | Beer Barrel    |
| Charles McGraw  | Wayne Lee      |
| Keiko Awaji     | Kimiko         |
| Earl Holliman   | Nestor Gamidge |
| Richard Shannon | Luitenant Olds |
| Willis Bouchey  | Kapitein Evans |

## Prijzen en nominaties
| Jaar | Prijs  | Categorie               | Genomineerde(n)  | Uitslag     |
| ---- | ------ | ----------------------- | ---------------- | ----------- |
| 1956 | Oscars | Beste speciale effecten | Paramount Studio | Gewonnen    |
| 1956 | Oscars | Beste montage           | Alma Macrorie    | Genomineerd |